# Wohnhaus Richard-Dehmel-Straße 3
Das Wohnhaus Richard-Dehmel-Straße 3 (Haus Noltenius) in Bremen-Schwachhausen, Ortsteil Radio Bremen, stammt von 1934. 
Das Gebäude steht seit 2020 unter Bremischen Denkmalschutz.

## Geschichte
Das Gebäude mit weiß geschlämmtem Quetschfugen-Backsteinmauerwerk, der Fledermausgaube auf dem Satteldach und dem 3/8-Erker wurde 1934 nach Plänen von Eberhard Gildemeister und Hermann Gildemeister für den Kaufmann Christian Noltenius, Teilhaber der Bremer Firma B. Grovermann & Co, gebaut. In dem konservativen, kunsthandwerklich ambitionierten und  durchgestalteten Stil hat Gildemeister auch nach dem Krieg zahlreich Häuser entworfen.
Das Landesamt für Denkmalpflege Bremen befand: „Auf dem relativ kleinen Grundstück des Hauses Noltenius zeigt sich Eberhard Gildemeisters Sensibilität im Umgang mit der Raumbildung und sein großes Geschick der Inszenierung des Baus im gestalteten Freiraum. Dies äußert sich in der Terrassierung des kleinen Vorgartens und seiner Einfassung durch eine niedrige Bruchsteinmauer mit halbkreisförmigen konkaven Einbuchtungen sowie durch Mauerzungen mit Dachpfannenabdeckung, die das Haus rahmen und ihm eine abgeschirmte Lage und ein gefasstes Vorfeld verschaffen.“
Die Brüder Gildemeister planten in Bremen u. a. auch das Haus des Reichs, die Meth. Erlöserkirche, Schwachhauser Heerstraße 179, und die Lehnhofsiedlung.